# Olof Tillner
Lars Olof Tillner, född den 25 september 1892 i Kullings-Skövde församling, Älvsborgs län, död den 7 februari 1975 i Falkenberg, var en svensk jurist.
Tillner avlade studentexamen i Borås 1912 och juris kandidatexamen vid Uppsala universitet 1919. Han genomförde tingstjänstgöring i Norra Roslags domsaga 1919–1924 och blev vice häradshövding 1925. Tillner var adjungerad ledamot i Svea hovrätt 1924–1925, biträdande domare i Sollentuna och Färentuna domsaga 1926–1929, vattenrättssekreterare vid Söderbygdens vattendomstol 1930–1936, häradshövding i Piteå domsaga 1936–1949 och i Hallands mellersta domsaga 1949–1959. Han blev riddare av Nordstjärneorden 1941 och kommendör av samma orden 1954. Tillner vilar på Stafsinge kyrkogård.